# Cao Ly Huệ Tông
Cao Ly Huệ Tông (Hangul: 고려 혜종, Hanja: 高麗 恵宗; 912 – 945), trị vì từ năm 943 – 945. Ông là vị quốc vương thứ hai của triều đại Cao Ly. Ông là người kế vị cũng như là con trai cả của vua Cao Ly Thái Tổ (Vương Kiến). Tên của ông là Vương Võ, tên chữ là Thừa Càn (承乹).

## Thiếu thời
Huệ Tông là con trai trưởng vua Thái Tổ, mẹ của ông là phi tần của Thái Tổ (vợ thứ hai sau Vương Phi), đó chính là Trang Hòa Vương hậu họ Ngô. Ông cưới vợ khi còn phục vụ Na-Ju - 1 viên tướng của Hậu Cao Câu Ly đã làm tướng dưới quyền cho Cung Duệ. Huệ Tông là người nhu nhược, không có sự quyết đoán về chính trị, họ mẹ của ông cũng chỉ là một gia tộc nhỏ không có sức mạnh quyền lực chính trị lớn lao. Vào năm 921, Huệ Tông được vua cha Thái Tổ phong làm Thái tử, được Bốc Trí Khiêm hỗ trợ. Sau khi làm Thái tử, ông cùng với vua cha mình đi chinh phạt nước Hậu Bách Tế, có đóng góp nhiều đến sự chiến thắng để tiêu diệt Bách Tế. Đến năm 943, Huệ Tông lên ngai vàng sau khi Thái Tổ băng hà.

## Trị vì
Thời kỳ mà Huệ Tông cai trị là thời mà hoàng tộc trong cung đình Cao Ly tranh giành quyền lực, các hoàng tử khác âm mưu nhau định chiếm lấy ngai vàng. Trước khi Huệ Tông lên ngôi chính thức, Bát hoàng tử và Tam hoàng tử có ý muốn cướp ngôi nhưng không thành (Bát hoàng tử đã báo lại mọi kế hoạch cho Huệ Tông), điển hình là vương tử Vương Nghiêu (tức Cao Ly Định Tông sau này). Bọn họ có được phe cánh của Thần Minh Thuận Thánh Vương hậu và thế lực ở thành Trung Châu, chực lúc nào đó sẽ cướp lấy ngôi vua. Vương Khải biết được âm mưu đen tối đó đã tâu lên vua Huệ Tông. Huệ Tông biết nhưng không làm gì được vì hai hoàng tử còn bọn phe cánh của họ nắm hết chức vụ chủ chốt trong triều, có ảnh hưởng chính trị rất lớn. Như vậy, cái họa trong gia đình hoàng tộc đời vua Huệ Tông ngày càng lớn, uy hiếp đến ngôi vị và tính mệnh của ông, mà bản thân ông lại quá nhu nhược.
Vua Hậu Tấn Xuất Đế của Hậu Tấn tìm cách liên minh với Huệ Tông của Cao Ly để cùng nhau kháng Đại Khiết Đan quốc (đời vua Gia Luật Đức Quang) vào mùa hạ năm 945, nhưng sau đó nhận thấy Cao Ly không đủ lực lượng để chống Khiết Đan, nên Hậu Tấn Xuất Đế đã từ bỏ ý định.

## Cái chết
Do căng thẳng và lo sợ, Huệ Tông lâm bệnh nặng, rồi băng hà vào năm 945. Nhưng các sử gia còn đang tranh cãi về cái chết của vị vua này. Họ nêu 2 thuyết:
1) Huệ Tông bị bệnh nặng mà chết;
2) Huệ Tông bị Vương Nghiêu và Vương Chiêu đầu độc thủy ngân chết. Việc đó vẫn còn là 1 bí ẩn. Nhiều phim, truyện xây dựng theo giả thuyết này
Sau khi Huệ Tông mất, em ông là Vương Nghiêu cướp ngôi kế vị, tức là vua Định Tông. Vua Huệ Tông được an táng ở Thuận Lăng.

## Thụy hiệu
Sau khi mất, ông được truy thụy là: Nhân Đức Minh Hiếu Tuyên Hiển Cao Bình Cảnh Hiến Nghĩa Cung Đại Vương (인덕명효선현고평경헌의공대왕; 仁德明孝宣顯高平景憲義恭大王). Táng tại Thuận lăng (順陵).

## Gia đình
- Cha: Cao Ly Thái Tổ Vương Kiến.
- Mẹ: Trang Hòa Vương hậu Ngô thị.
- Huynh đệ: 24 người
- Tỉ muội: 9 người
- Hậu phi:
  - Nghĩa Hòa Vương hậu Lâm thị, con gái Đại Khuông Lâm Hy.
  - Hậu Quảng Châu Viện phu nhân Vương thị, con gái Vương Quy.
  - Thanh Châu Viện phu nhân Kim thị, con gái Nguyên Phủ Kim Căng Luật, chị gái Thanh Châu Nam Viện phu nhân, vợ của Cao Ly Đới Tông.
  - Cung nhân Lý Ái Liên, con gái Đại Can Liên Nghệ.
- Con cái:
  - Hưng Hóa Cung Quân (흥화궁군; ? - 960), không rõ tên thật, mẹ là Nghĩa Hòa Vương hậu, về sau bị xử tử dưới thời Cao Ly Quang Tông.
  - Thái tử Vương Tể, mẹ là Lý Ái Liên. Mất sớm không thừa tự.
  - Khánh Hòa Cung Phu nhân, con của Nghĩa Hòa Vương hậu, thiếp thất của Cao Ly Quang Tông, cũng là chú của công chúa.
  - Trinh Hiến Cung chúa, mẹ là Nghĩa Hòa Vương hậu.
  - Minh Huệ phu nhân, mẹ là Lý Ái Liên.